# Szpiglasowa Kotlinka

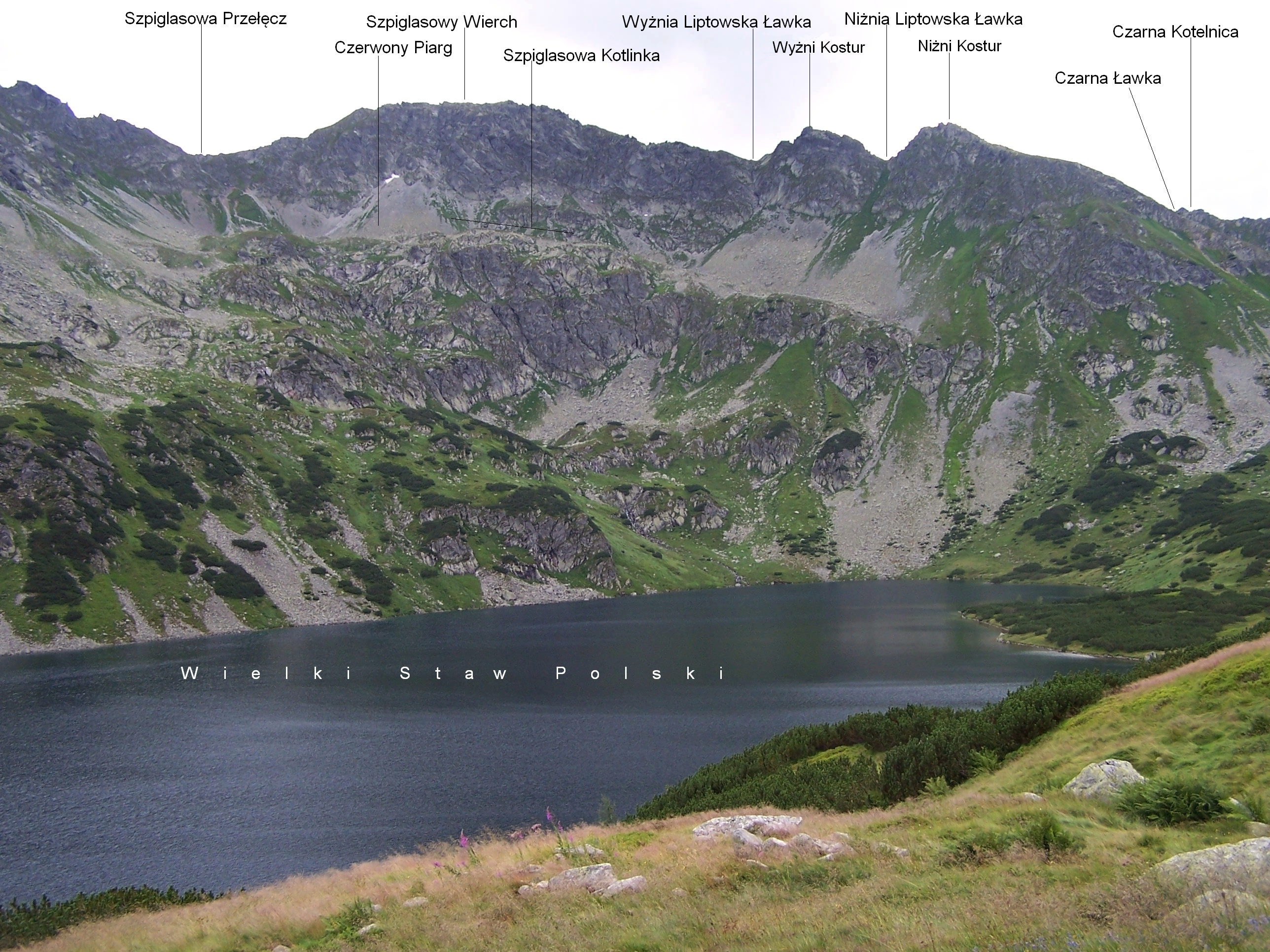

Szpiglasowa Kotlinka – niewielka kotlina w polskich Tatrach Wysokich. Ciągnie się od północnych stoków Szpiglasowego Wierchu po północno-wschodnie stoki Niżnego Kostura. Jest to dawny kocioł lodowcowy. Kotlinę tę stopniowo wypełnia osypujący się z grani gruz skalny Czerwonego Piargu. Od północnej strony Szpiglasową Kotlinkę ogranicza piarżysto-trawiasty grzbiet opadający do Wielkiego Stawu Polskiego stromymi ściankami pociętymi żlebkami.
Przez Szpiglasową Kotlinkę prowadzi szlak turystyczny z Doliny Pięciu Stawów Polskich do Morskiego Oka (ten odcinek ma nazwę Szpiglasowe Perci).

## Szlaki turystyczne
Dolina Pięciu Stawów Polskich – Szpiglasowa Przełęcz – Schronisko PTTK nad Morskim Okiem Przy samej przełęczy, gdzie skały są kruche i strome, krótki odcinek ubezpieczony jest łańcuchami